# Zickenheiner
Die Firma Zickenheiner GmbH ist ein Verkehrsunternehmen mit Sitz im rheinland-pfälzischen Koblenz. Das Busunternehmen betreibt Bus-Linien im nördlichen Rheinland-Pfalz im Bereich des Verkehrsverbunds Rhein-Mosel. Es verfügt über 120 Busse und hat etwa 150 Mitarbeiter.

## Geschichte
Die Zickenheiner GmbH wurde 1928 von Heinrich Zickenheiner gegründet und nach ihm benannt. Zu Beginn fuhren die Busse vom Westerwald nach Neuwied, eingesetzt wurde ein für Personentransport umgebauter LKW. 1935 begann das Unternehmen mit dem Transport von Arbeitern vom Westerwald zur „Hermannshütte“ (später als Dyckerhoff bekannt). Nach und nach übernahm die Zickenheiner GmbH auch Regionalverkehrslinien im nordöstlichen Rheinland-Pfalz in den Landkreisen Cochem-Zell, Altenkirchen und Neuwied sowie dem Rhein-Hunsrück-Kreis.
Außerdem betreibt das Unternehmen die Stadtbuslinie 27 im öffentlichen Personennahverkehr der Stadt Koblenz. Für diese Linie wurden im Jahr 2013 zwei neue Busse angeschafft, die mit einem Hybridmotor ausgestattet sind. Dies waren die ersten zwei Busse mit Hybridmotor, die im öffentlichen Personennahverkehr in Rheinland-Pfalz zum Einsatz kamen. Die Genehmigung für die Linie 27 lief 2018 aus.
Zum 1. Mai 2016 übernahm Zickenheiner die Linie 107 zwischen Bendorf und Neuwied, für diese wurden weitere 5 Busse mit Hybridmotor angeschafft. Das Unternehmen betreibt insgesamt zehn Hybridbusse, die Stand 2017 die einzigen in Rheinland-Pfalz gemeldeten sind.
2019 erweiterte die Zickenheiner-Gruppe ihr Liniengebiet im Rhein-Hunsrück-Kreis durch den Gewinn der Genehmigungen für die Linienbündel „Oberes Mittelrheintal“ (Bereich Koblenz-Boppard-Oberwesel) und „Hunsrückhöhenstraße Nord“ (Bereich Koblenz-Emmelshausen-Kastellaun-Simmern sowie Koblenz-Hahn). Diese Genehmigungen laufen bis 2029. Daneben führte Zickenheiner im Auftrag der Kraftwagen-Verkehr Koblenz GmbH (KVG) die Linie 301 Koblenz – Burgen durch.
2021 gewann die Zickenheiner-Gruppe neue Linienverkehre mit rund 70 Bussen entlang des Rheins in den Städten Koblenz, Bendorf, Vallendar, Neuwied und der Verbandsgemeinde Weißenthurm (Linienbündel „Linke Rheinseite“ und „Rechte Rheinseite“).

## Linienübersicht
Folgende Bus-Nahverkehrslinien betreibt Zickenheiner in Rheinland-Pfalz:

### Kreis Mayen-Koblenz
- 30 StadtBus: Urmitz-Bahnhof – Urmitz – St. Sebastian – Kesselheim – Koblenz
- 33 StadtBus: Vallendar Bahnhof – Mallendarer Berg – Urbar – Koblenz

- 35 StadtBus: Moselweiß – Metternich – Bubenheim – Bendorf – Vallendar
- 151 StadtBus: Sayn – Mülhofen – Bendorf – Weitersburg
- 152 Bendorf Wenigerbachtal – Goldberg – Stadtpark – AWO-Seniorenzentrum
- 153 Vallendar Am Rosenberg – Rathausplatz – Bahnhof
- 154 Vallendar – Niederwerth – Vallendar Humboldthöhe – Bahnhof
- 155 StadtBus: Stromberg – Sayn – Bendorf – Mülhofen – Engers
- 156 Bendorf – Weitersburg – Bendorf
- 157 Vallendar Mallendarer Berg / Stromberg – Bendorf
- 158 Sayn – Mülhofen – Bendorf
- 159 Mülhofen – Sayn – Bendorf / Weitersburg – Vallendar
- 166 Immendorf – Urbar – Vallendar
- 167 Arzbach – Neuhäusel – Vallendar
- 168 Oberbieber – Gladbach – Heimbach-Weis – Vallendar
- 169 Neuwied – Engers – Vallendar
- 327 Bubenheim – Mülheim-Kärlich – Weißenthurm – Andernach
- 328 Saffig – Plaidt – Weißenthurm (– Mülheim-Kärlich)
- 329 Ochtendung – Bassenheim – Mülheim-Kärlich – Weißenthurm
- 330 RegioBus: Neuwied – Weißenthurm – Mülheim-Kärlich – Bubenheim – Koblenz
- 331 RegioBus: Bassenheim – Mülheim-Kärlich – Urmitz-Bahnhof – Gewerbepark Mülheim-Kärlich – Bubenheim
- 332 Kettig – Weißenthurm – Urmitz Bahnhof – Gewerbepark Mülheim-Kärlich
- 336 Weißenthurm – Kettig – Weißenthurm
- 338 Weißenthurm / Mülheim-Kärlich – Urmitz – Kesselheim – Lützel
- 339 Mülheim-Kärlich – Bubenheim – Koblenz
- 352 Rübenach – Lützel
- N21 NachtBus: Andernach – Koblenz
- N22 NachtBus: Neuwied – Weißenthurm – Mülheim-Kärlich – Bubenheim – Koblenz
- N30 NachtBus: Andernach – Weißenthurm – Urmitz – St. Sebastian – Koblenz
- N33 NachtBus: Vallendar Mallendarer Berg – Urbar – Koblenz
- N34 NachtBus: Stromberg – Sayn – Engers – Mülhofen – Bendorf
- N35 NachtBus: Neuwied – Koblenz

### Rhein-Hunsrück-Kreis – Linienbündel Hunsrückhöhenstraße Nord
- 615 ExpressBus: Flughafen Hahn – Kastellaun – Emmelshausen – Koblenz
- 616 Utzenhain – Pfalzfeld
- 617 Langscheid / Bickenbach – Lingerhahn – Pfalzfeld – Emmelshausen
- 618 Emmelshausen – Schnellbach – Mühlpfad – Emmelshausen
- 619 Leiningen – Emmelshausen
- 620 RegioBus: Simmern – Laubach – Kastellaun – Emmelshausen – Koblenz
- 621 Waldesch – Koblenz
- 622 Pfaffenheck – Nörtershausen – Buchholz (- Emmelshausen)
- 623 Emmelshausen Bahnhof – Basselscheid – Bahnhof
- 624 Fleckertshöhe – Ehr – Halsenbach – Emmelshausen
- 625 Kastellaun – Pfalzfeld – Emmelshausen
- 626 Holzfeld – Karbach – Emmelshausen
- 627 Hungenroth – Karbach – Halsenbach
- 628 Hatzenport – Brodenbach – Morshausen – Emmelshausen
- 629 RadBus Hunsrück-Mosel: Kastellaun – Pfalzfeld – Emmelshausen – Brodenbach – Hatzenport
- 638 Eveshausen – Bickenbach – Pfalzfeld / Emmelshausen
- 675 Herschwiesen – Oppenhausen – Buchholz – Emmelshausen
- 677 Emmelshausen – Buchholz – Boppard
- N20 NachtBus: Emmelshausen – Koblenz